# Dialeurodes cephalidistinctus
Dialeurodes cephalidistinctus là một loài côn trùng cánh nửa trong họ Aleyrodidae, phân họ Aleyrodinae.
Dialeurodes cephalidistinctus được Singh miêu tả khoa học đầu tiên năm 1932.